# Wilhelm Eduard Albrecht
Wilhelm Eduard Albrecht (4. března 1800 Elbląg – 22. května 1876 Lipsko) byl německý ústavní právník a docent. Profesorem se stal v roce 1829. Věnoval se městskému a církevnímu právu. Je znám pro svoji účast v Göttingenské sedmičce, jednalo se o skupinu vědeckých pracovníků na univerzitě v Göttingenu, která protestovala proti zrušení Hannoverské ústavy v roce 1837. Je pohřbený v Lipsku na hřbitově „Neuer Johannisfriedhof“

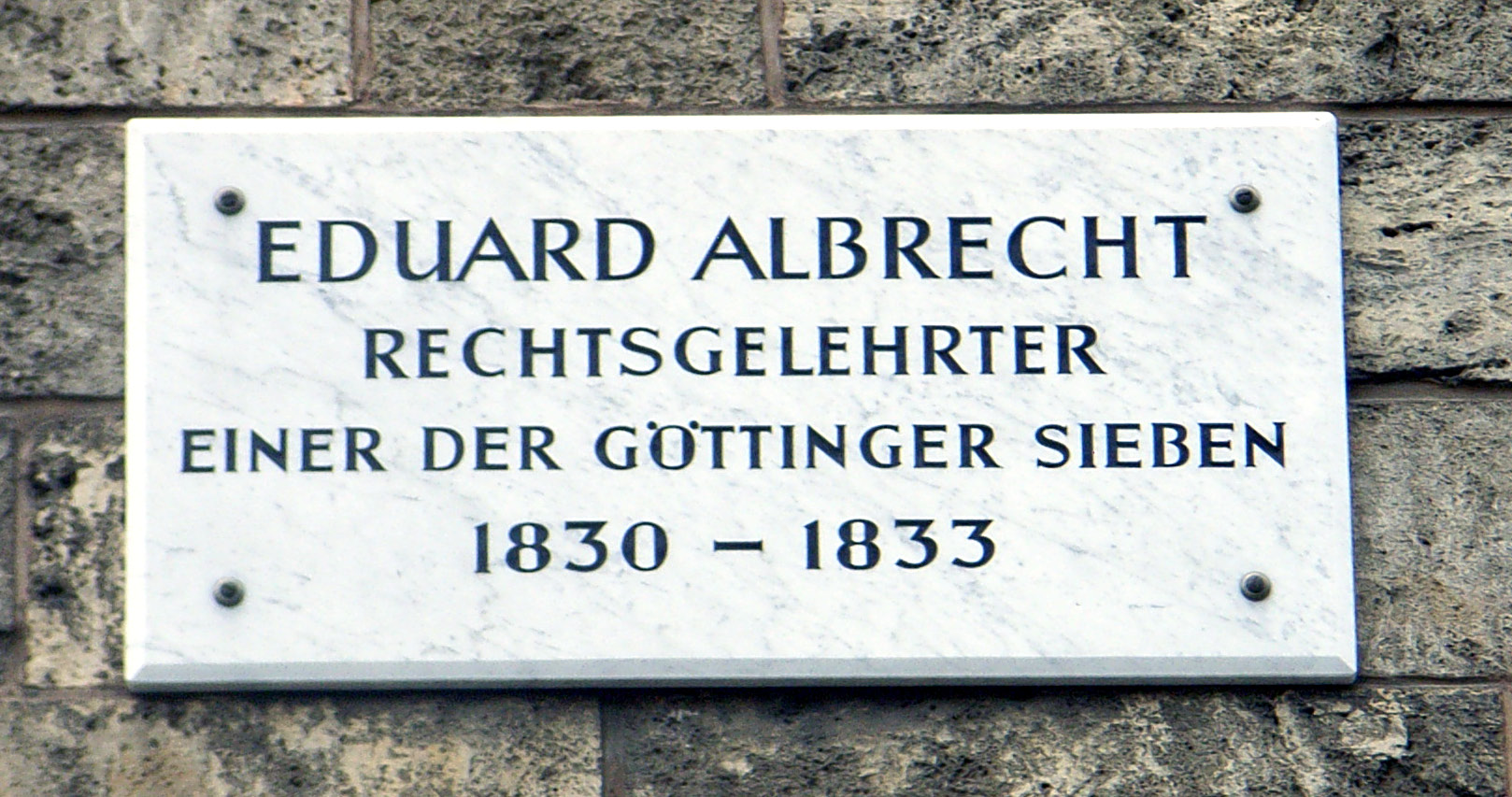
Pamětní deska

## Publikace
- Die Gewere als Grundlage des älteren deutschen Sachenrechts. Königsberg 1828.
- Rezension über Maurenbrechers Grundsätze des heutigen deutschen Staatsrechts. Wissenschaftliche Buchgesellschaft, Darmstadt 1962
- Die Protestation und Entlassung der sieben Göttinger Professoren. Hrsg. von Friedrich Christoph Dahlmann. Weidmann, Leipzig 1838.